# کوهستان مزارداغ
کوهستان مزارداغ (انگلیسی: Mazartag) (به زبان اویغوری: مازارتاغ، Мазартағ، Mazartagh؛ به چینی: 麻扎塔格山; پین‌یین: Mázhātǎgé Shān، ما-چا-تَه-کو) رشته‌کوهی کمانی‌شکل در بخش غربی حوضه تاریم است که میان دره‌های ختن‌دریا و رود زرفشان  در سین‌کیانگ چین قرار دارد. این رشته‌کوه حدود ۱۴۵ کیلومتر طول و ۳ تا ۵ کیلومتر عرض دارد و بلندترین نقطه‌اش به ارتفاع ۱٬۶۳۵ متر می‌رسد. این کوه‌ها عمدتاً از ماسه‌سنگ ساخته شده‌اند.

## نقشه‌های تاریخی
نقشه‌های تاریخی انگلیسی‌زبان که مزارداغ را نشان می‌دهند: 

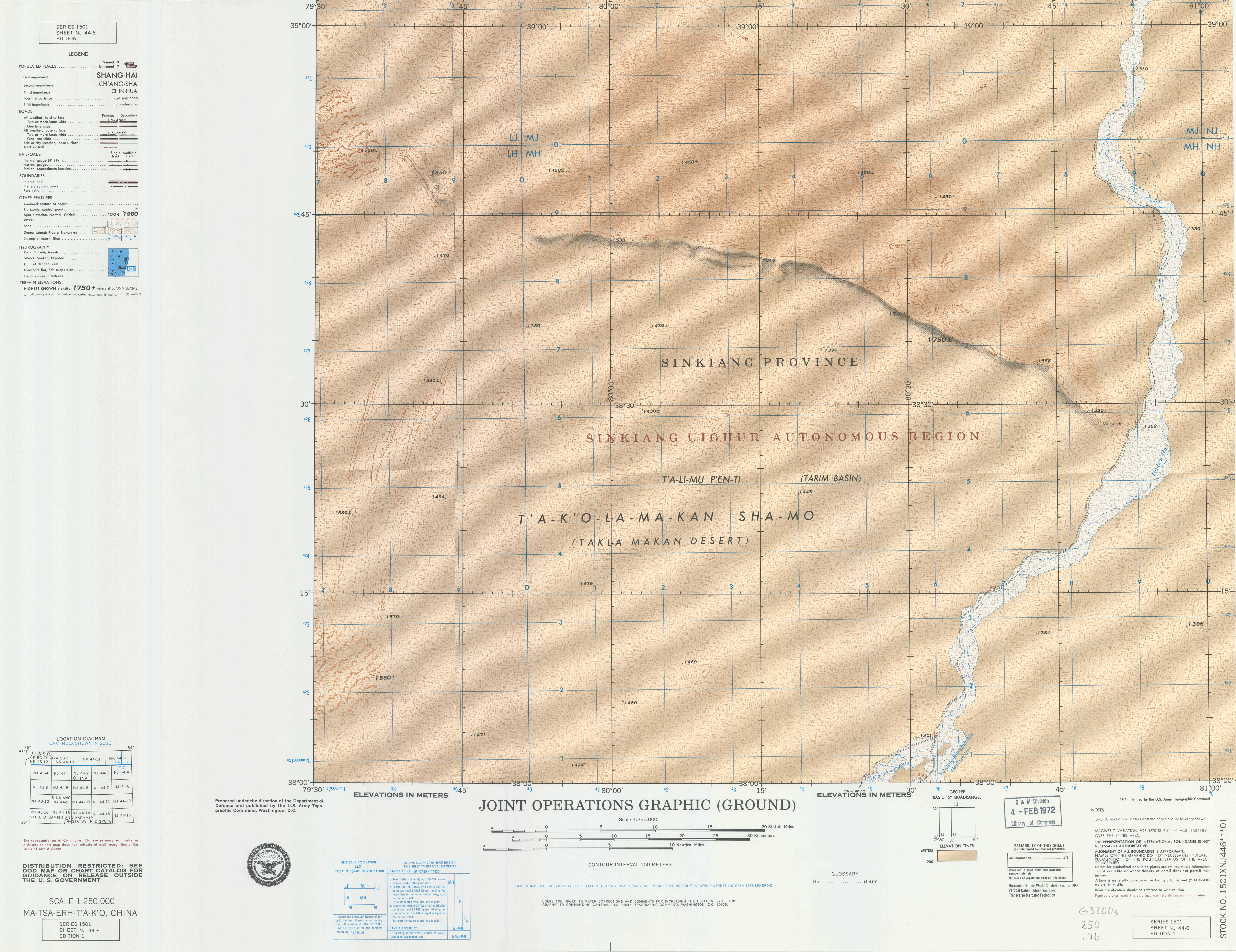
نقشه شامل مزارداغ (آژانس ملی اطلاعات مکانی، ۱۹۷۱)
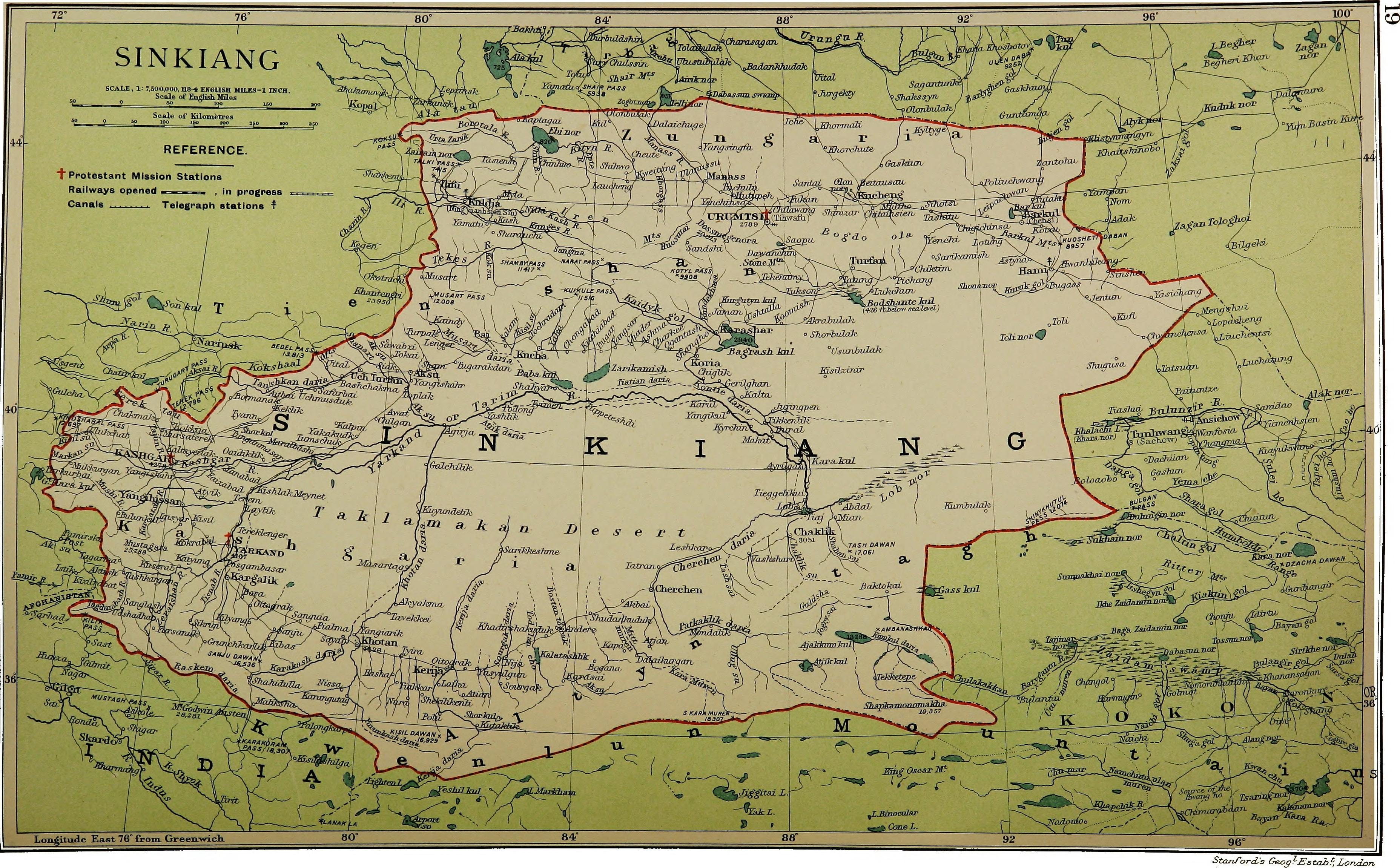
نقشه شامل مزارداغ (با برچسب Masartag) (1917)
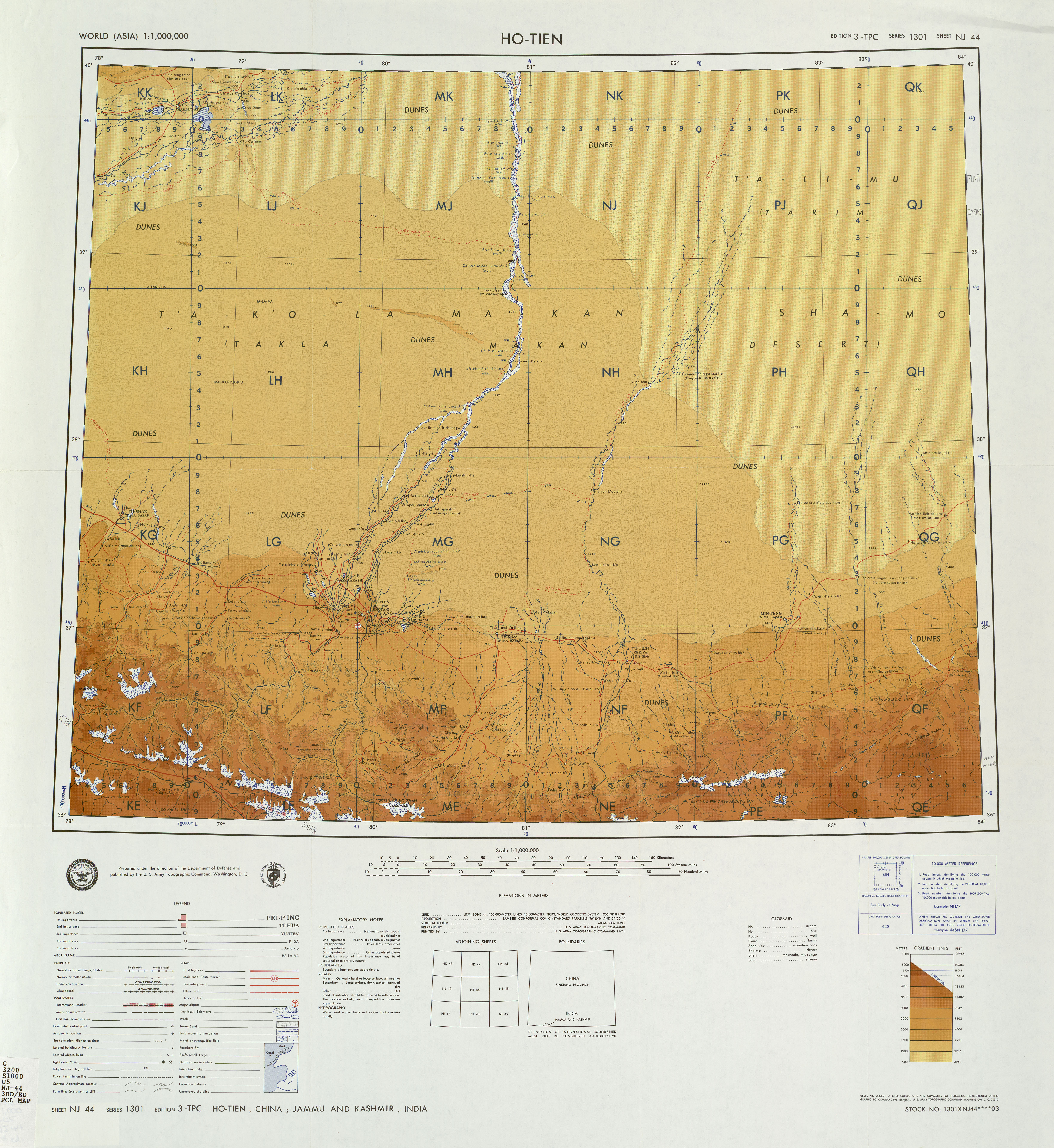
نقشه شامل مزارداغ (آژانس ملی اطلاعات مکانی، ۱۹۷۱)[الف]
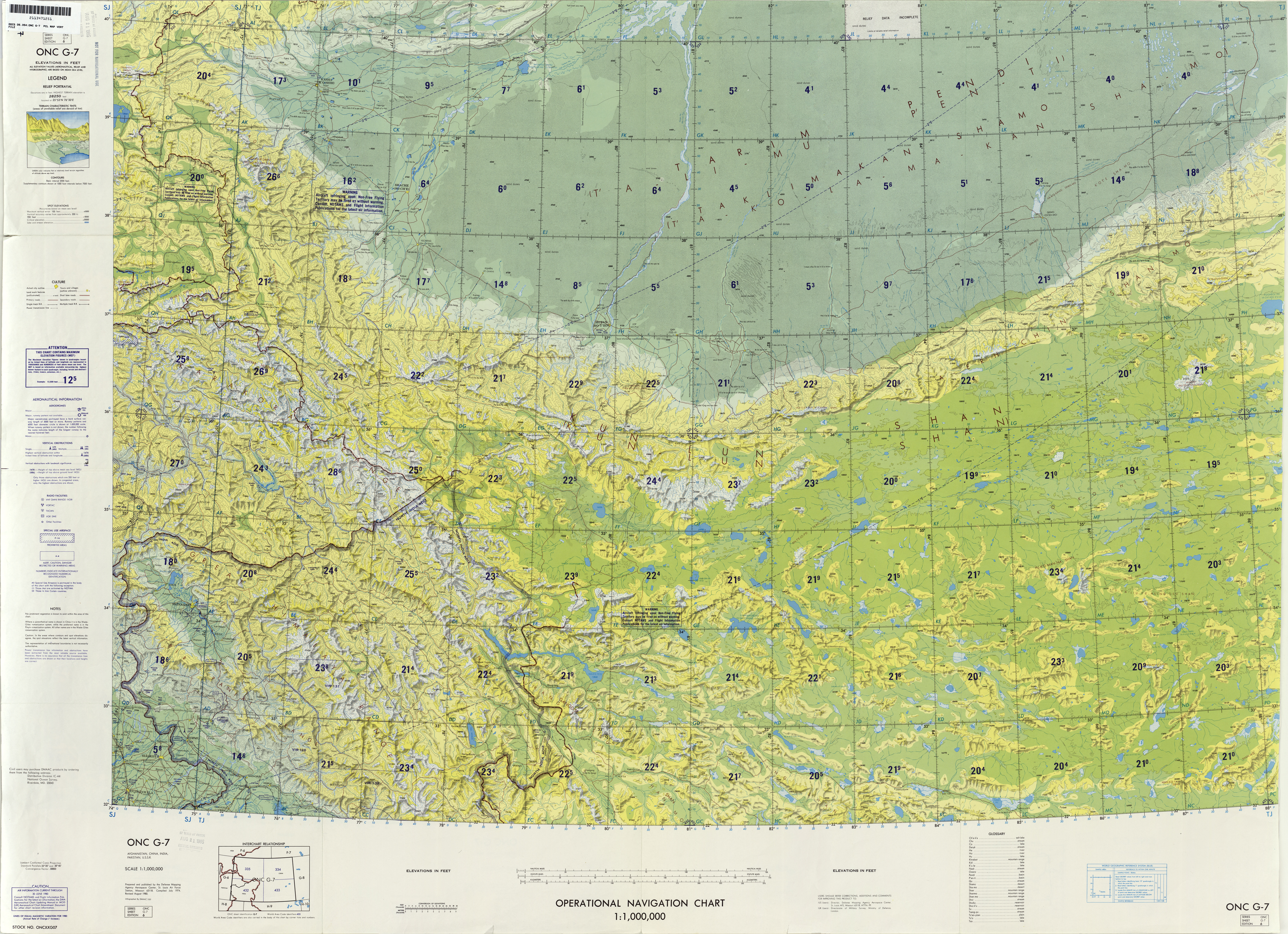
از نقشهٔ ناوبری عملیاتی؛ شامل مزارداغ (آژانس ملی اطلاعات مکانی، ۱۹۸۰)[ب]
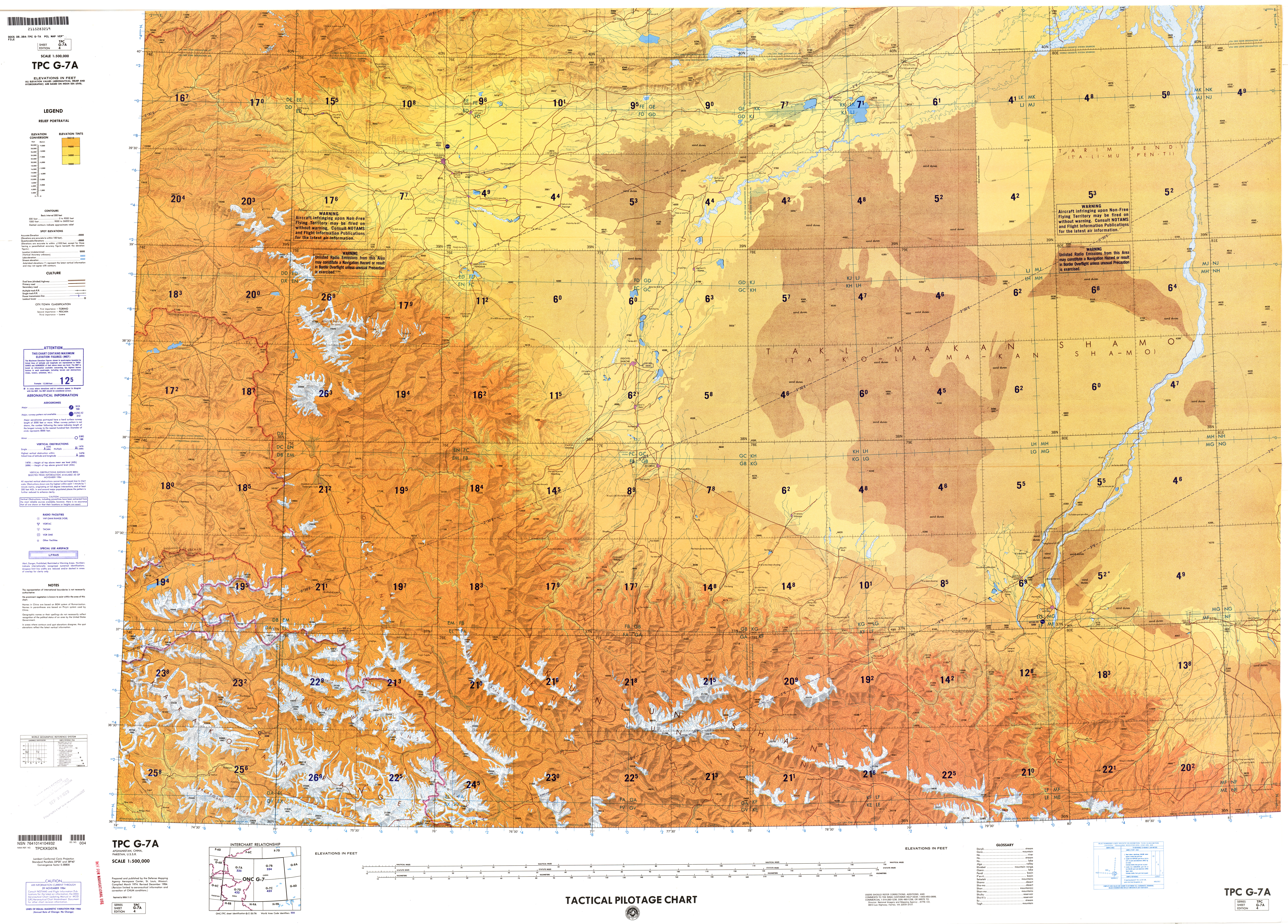
نقشه شامل مزارداغ (آژانس ملی اطلاعات مکانی، ۱۹۸۴)[پ]